# Krzepice (gmina)
Pour les articles homonymes, voir Krzepice.
Krzepice est une gmina mixte du powiat de Kłobuck, Silésie, dans le sud de Pologne. Son siège est la ville de Krzepice, qui se situe environ 16 km à l'ouest de Kłobuck et 82 km au nord de la capitale régionale Katowice.
La gmina couvre une superficie de 78,81 km2 pour une population de 9 406 habitants.

## Géographie
Outre la ville de Krzepice, la gmina inclut les villages de Dankowice Drugie, Dankowice Pierwsze, Dankowice Trzecie, Dankowice-Piaski, Lutrowskie, Podłęże Królewskie, Stanki, Starokrzepice, Szarki, Zajączki Drugie et Zajączki Pierwsze.
La gmina borde les gminy de Lipie, Olesno, Opatów, Panki, Przystajń, Radłów et Rudniki.